# Jour de chance (épisode de Doctor Who)
Pour l’article homonyme, voir Jour de chance.
Jour de chance (Lucky Day) est le quatrième épisode de la Saison 2 de la série télévisée britannique Doctor Who, diffusé le 3 mai 2025 sur BBC One et Disney+.
Cet épisode voit le retour de Millie Gibson dans le rôle de Ruby Sunday, qui n'était pas revenue depuis l'épisode L'Empire de Mort, ainsi qu'un petit caméo dans le Spécial Noël de 2024 JOY-eux Noël.

## Distribution
- Ncuti Gatwa (VFB : Maxime Van Santfoort) : Quinzième Docteur
- Varada Sethu (VFB : Fanny Dreiss) : Belinda Chandra
- Millie Gibson (VFB : Marie Braam) : Ruby Sunday
- Jonah Hauer-King[2] (VFB : Maxime Donnay) : Conrad Clark
- Jemma Redgrave (VFB : Stéphane Excoffier) : Kate Lethbridge-Stewart
- Ruth Madeley (VFB : Maya Boelpaepe) : Shirley Anne Bingham
- Michelle Greenidge (VFB : Bernadette Mouzon) : Carla Sunday
- Angela Wynter (VFB : Francine Laffineuse) : Cherry Sunday
- Alexander Devrient (VFB : David Macaluso) : Colonel Christofer Ibrahim
- Faye McKeever : Louise Miller
- Benjamin Chivers : Conrad jeune
- Kirsty Hoiles : Moira Clark
- Gethin Alderman : Le Shreek
- Kareem Alexander : Jordan Lang
- Madison Stock (VFB : Aaricia Dubois) : Elsa
- Paddy Stafford : Sparky
- Blake Anderson : Jack
- Aoife Gaston : Michelle
- Paul Jerricho : Alfie
- Michael Woodford : Derek
- Tina Gray : Audrey
- Lachele Carl : Trinity Wells
- Reeta Chakrabarti : Elle-même
- Joel Dommett : Lui-même
- Alex Jones : Elle-même
- Selorm Adonu : Influenceur 1
- Calypso Cragg : Influenceur 2
- James Craven : Influenceur 3
- Aidan Cook (corps) / Nicholas Briggs (voix) (VFB : Eddy Mathieu) : Le Vlinx
- Anita Dobson (VFB : Myriam Thyrion) : Mrs Flood / La « Gouverneure »

## Accroche
Ruby Sunday fait face à la vie de retour sur Terre sans le Docteur. Mais quand une nouvelle menace dangereuse émerge, Ruby et UNIT peuvent-ils sauver son nouveau petit ami, Conrad Clark, du terrifiant Shreek ?

## Résumé
Nouvel an 2007, le jeune Conrad Clark voit le TARDIS apparaître avec le Docteur et Belinda Chandra, qui tentent toujours de revenir en 2025. Le Docteur lui offre une pièce de 50 centimes, lui présente Belinda Chandra et lui indique que c'est « son jour de chance ». Conrad continue de suivre les apparitions du Docteur et du TARDIS. En 2024, après avoir accidentellement croisé le Docteur et Ruby Sunday alors qu'ils pourchassaient une créature nommée le Shreek, Conrad poste une photo de Ruby en ligne, espérant la retrouver. En 2025, après avoir cessé de voyager avec le Docteur, Ruby, désormais employée par UNIT, accepte de participer au podcast qu'anime Conrad au sujet du Docteur. Conrad propose un rendez-vous galant à Ruby, durant lequel elle l'informe que le Shreek a marqué Conrad de ses phéromones pour le chasser, et lui donne un antidote. Leur relation devient au sérieux, au grand bonheur de la famille de Ruby.
Lors d'un week-end dans le village natal de Conrad, Ruby pense être suivie par le Shreek lorsque l'électricité vacille, un signe de leur apparition. Elle contacte Kate Lethbridge-Stewart, qui l'informe qu'aucune activité anormale n'a été détectée et que le Shreek est toujours en captivité au siège de UNIT. Ruby avoue à Conrad qu'elle souffre de troubles de stress post-traumatique à la suite de ses aventures avec le Docteur. Deux Shreeks apparaissent et Conrad confesse qu'il n'a pas pris l'antidote, souhaitant être courageux comme le Docteur. Kate et UNIT interviennent dans le village, mais les Shreeks se révèlent être un canular orchestré par Conrad, qui avoue être à la tête d'un mouvement conspirationniste qui nie l'existence des extra-terrestres et remet en question l'utilité d'UNIT. Conrad est arrêté, mais devient rapidement un martyr, ses mensonges se répandant dans les médias et sur les réseaux sociaux. Face à la pression médiatique et politique, Conrad est rapidement libéré, et le gouvernement tourne le dos à UNIT. 
À la suite de la publication par Conrad d'informations confidentielles sur les employés de UNIT, Kate découvre, avec l'aide du Vlinx, que l'analyste Jordan Lang travaille de mèche avec le mouvement de Conrad. Alors que des manifestants cernent le bâtiment, Jordan fait rentrer discrètement Conrad dans les locaux de UNIT, mais se débarrasse de lui après que Conrad prenne l'arme d'un garde inconscient. Bien qu'alertée par l'intrusion, Kate laisse Conrad accéder à l'étage de commandes. Équipée d'une caméra, Conrad retransmet fièrement son intrusion en direct tout en continuant d'insulter l'héritage de UNIT, y compris le père de Kate, le Brigadier Lethbridge-Stewart.
Poussée à bout par ses mensonges et ses insultes, Kate libère le Shreek dans l'enceinte du bâtiment. Ce dernier, ayant gardé la trace de Conrad, commence à le prendre en chasse. Effrayé, Conrad avoue finalement à ses adeptes qu'il a menti sur UNIT à des fins personnelles avant que Ruby neutralise la créature. Il est arrêté, mais pas avant que le Shreek lui morde le bras. Le public et le gouvernement retrouvent confiance envers UNIT, mais le Colonel Ibrahim indique à Kate que ses actions pourraient avoir des retombées conséquentes pour UNIT. Marquée par les évènements, Ruby avoue avoir besoin de temps pour prendre du recul et se ressourcer. Kate lui apporte son soutien, indiquant qu'elle sera présente pour elle lorsqu'elle sera prête à parler.
Le Docteur matérialise le TARDIS autour de Conrad dans sa prison pour l'admonester en raison de son comportement avec Ruby, mais celui-ci le nargue en lui demandant s'il a déjà rencontré Belinda Chandra. Le Docteur rétorque en indiquant que Conrad connaîtra une vie solitaire et mourra en prison, oublié de tous. Répondant qu'il n'accepte pas « la réalité du Docteur », Conrad est renvoyé dans sa cellule. Mrs Flood se présente à lui comme étant la Gouverneure et le libère en disant que c'est « son jour de chance ».

## Continuité
- La première scène de chasse entre le Shreek, Conrad, le Docteur et Ruby se déroule dans le bâtiment où Rose Tyler travaillait dans l'épisode Rose de la Saison 1 de 2005. L'utilisation des mannequins par le réalisateur étant une référence volontaire.
- Après cette scène de chasse avec le Shreek, Ruby mentionne les Beatles, faisant référence à l'épisode L'Accord du Diable de la Saison 1 de 2024.
- L'épisode voit le retour de Carla et Cherry Sunday, la mère et grand-mère adoptive de Ruby, ainsi que Louise Miller, la mère biologique de Ruby.
- Lors de ses discussions avec Conrad, Ruby mentionne des gobelins, faisant référence à l'épisode spécial Noël 2023 L'église de Ruby Road. Elle mentionne avoir été enfermée dans une contrebasse, faisant référence à la fin de l'épisode L'Accord du Diable face à Maestro. Elle finit par mentionner des dieux et le monde qui part en poussière, faisant référence au double épisode final La Légende de Ruby Sunday et L'Empire de Mort de la Saison 1 de 2024. Ruby avoue souffrir d'un TSPT (Trouble du Stress Post-Traumatique) à la suite de ces aventures avec le Docteur.
- Le tee-shirt de Conrad portant l'inscription "<THINK_TANK>" fait référence à un groupe de scientifiques mentionné par Sarah Jane Smith dans l'arc Robot de la Saison 12, diffusé en 1974-1975.
- Quand Conrad révèle son vrai visage, il mentionne les Cybermen, récurremment apparus dans la série, les Sycorax, apparus dans l'épisode spécial Noël 2005 L'Invasion de Noël, mais aussi un Yéti dans le métro londonien qui fait référence à l'arc The Web of Fear, de la Saison 5, diffusé en 1968.
- Le personnage de Trinity Wells, souvent apparu pendant l'ère du Dixième Docteur, revient dans cet épisode et continue d'animer son propre show que l'on voit pour la première fois dans Le Fabricant de Jouets diffusé à l'occasion des 60 ans de la série.
- Kate mentionne le nom de Albion, qui était déjà apparu dans l'épisode 73 Yards de la Saison 1 de 2024.
- Lors d'une interaction entre le Docteur et Conrad, ce dernier lui parle de Belinda Chandra mais le Docteur semble ne pas savoir de qui il parle. Faisant référence à l'épisode La Révolution des Robots, plus tôt dans la saison, où le Docteur explique à Belinda que quelqu'un lui a parlé d'elle mais qu'il ne peut rien dire.